# Linia kolejowa nr 702
Linia kolejowa nr 702 – drugorzędna, jednotorowa, zelektryfikowana linia kolejowa o znaczeniu państwowym łącząca stację Częstochowa Towarowa ze stacją Częstochowa Stradom.
Linia została otwarta w 1942 roku, a 28 listopada 1965 roku została zelektryfikowana.
Linia stanowi łącznicę między linią kolejową Kucelinka – Częstochowa a linią kolejową Kielce – Fosowskie i umożliwia przejazd pociągów z/do Częstochowy Towarowej w/z kierunku Lublińca, Wielunia lub Tarnowskich Gór.